# Nesospiza wilkinsi
Nesospiza wilkinsi là một loài chim trong họ Thraupidae.